# روبن شيبرد
روبن شيبرد (بالإنجليزية: Robin Shepherd)‏ هو كاتب عمود بريطاني، ولد في 6 يناير 1968.